# Teorema de Kramers
Em mecânica quântica, o teorema da degenerescência de Kramers afirma que, para cada autoestado de energia de um sistema simétrico por reversoẽs no tempo com spin total semi-inteiro, existe outro autoestado, de mesma energia, relacionado ao primeiro pela reversão no tempo. Em outras palavras, a degenerescência em cada nível de energia é um número par se o spin do sistema for semi-inteiro. O teorema recebeu o nome do físico holandês H. A. Kramers.
Em física teórica, a propriedade de "simetria por reversões no tempo" descreve a simetria das leis físicas sob uma transformação de reversão no tempo:
{\displaystyle T\colon {}t\mapsto -t}
Se o operador hamiltoniano comuta com o operador de reversão no tempo, isto é
{\displaystyle [H,T]=0,}
então para cada autoestado de energia {\displaystyle |n\rangle }, o estado invertido no tempo {\displaystyle T|n\rangle } também é um autoestado com a mesma energia. De maneira geral, esse estado reverso no tempo pode ser idêntico ao estado original, mas não em sistemas de spin semi-inteiro: a reversão no tempo reverte todos os momentos angulares, e a reversão de um spin semi-inteiro não pode produzir o mesmo estado (o número quântico nunca é zero).

## Formulação matemática
Em mecânica quântica, a operação de reversão no tempo é representada por um operador antiunitário {\textstyle T\colon {\mathcal {H}}\to {\mathcal {H}}} agindo em um espaço de Hilbert {\textstyle {\mathcal {H}}} . Caso {\textstyle T^{2}=-1}, então vale o seguinte teorema:
Teorema. Seja {\textstyle T:{\mathcal {H}}\to {\mathcal {H}}} um operador antiunitário atuando em um espaço de Hilbert {\textstyle {\mathcal {H}}}, satisfazendo {\textstyle T^{2}=-1}, e {\textstyle v} um vetor em {\textstyle {\mathcal {H}}}. Então {\textstyle Tv} é ortogonal a {\textstyle v} .
Demonstração. Pela definição de operador antiunitário, {\textstyle \langle Tu,Tw\rangle =\langle w,u\rangle }, onde {\textstyle u} e {\textstyle w} são vetores em {\textstyle {\mathcal {H}}} . Substituindo {\textstyle u=Tv} e {\textstyle w=v} e usando que {\textstyle T^{2}=-1}, temos {\textstyle -\langle v,Tv\rangle =\langle T^{2}v,Tv\rangle =\langle v,Tv\rangle ,} o que implica que {\textstyle \langle v,Tv\rangle =0} .
Consequentemente, se um hamiltoniano {\textstyle H} é simétrico por reversão de tempo, ou seja, se comuta com {\textstyle T}, então todos os seus autoespaços de energia têm degenerescência par: aplicando {\textstyle T} a um autoestado de energia arbitrário {\textstyle |n\rangle }, obtemos outro autoestado de energia {\textstyle T|n\rangle } que é ortogonal ao primeiro. A propriedade de ortogonalidade é crucial, pois significa que os dois autoestados {\textstyle |n\rangle } e {\textstyle T|n\rangle } representam diferentes estados físicos.
Para completar o teorema da degenerescência de Kramers, basta provar que o operador de reversão no tempo {\textstyle T} agindo em um espaço de Hilbert com spin semi-inteiro satisfaz {\textstyle T^{2}=-1} . Isso decorre do fato de que o operador spin {\textstyle \mathbf {S} } representa um tipo de momento angular, e, como tal, deve inverter sua direção sob {\displaystyle T} :{\displaystyle \mathbf {S} \to T^{-1}\mathbf {S} T=-\mathbf {S} .}Concretamente, um operador {\textstyle T} que tem esta propriedade é geralmente escrito como{\displaystyle T=e^{-i\pi S_{y}}K}Onde {\textstyle S_{y}} é o operador de spin {\textstyle y} direção e {\textstyle K} é o mapa de conjugação complexa na base de spin {\textstyle S_{z}}. Sabendo que a matriz {\textstyle iS_{2}} tem componentes reais na base {\displaystyle S_{z}}, então{\displaystyle T^{2}=e^{-i\pi S_{y}}Ke^{-i\pi S_{y}}K=e^{-i2\pi S_{y}}K^{2}=(-1)^{2S}.}Logo, para spins semi-inteiros {\textstyle S={\frac {1}{2}},{\frac {3}{2}},\ldots }, temos {\textstyle T^{2}=-1} . Este sinal negativo é análogo ao que aparece quando se faz uma {\displaystyle 2\pi } rotação em sistemas com tais spins, como férmions .

## Consequências
Os níveis de energia de um sistema com um número total ímpar de férmions (como elétrons, prótons e nêutrons ) permanecem pelo menos duplamente degenerados na presença de campos puramente elétricos (ou seja, sem campos magnéticos externos). Isso foi descoberto por H. A. Kramers em 1930 como consequência da equação de Breit . Como mostrado por Eugene Wigner em 1932, o fenômeno é uma consequência da invariância de reversão no tempo dos campos elétricos, e segue de uma aplicação do operador T antiunitário à função de onda de um número ímpar de férmions. O teorema é válido para qualquer configuração de campos elétricos estáticos ou variantes no tempo.
Por exemplo, o átomo de hidrogênio (H) contém um próton e um elétron, de modo que o teorema de Kramers não pode ser aplicado. De fato, o nível de energia mais baixo (hiperfino) de H não é degenerado, embora um sistema genérico possa ter degenerescência por outras razões. O isótopo de deutério (D), por outro lado, contém um nêutron extra, de modo que o número total de férmions é três, e o teorema se aplica. O estado fundamental de D contém dois componentes hiperfinos, que são duas e quatro vezes degenerados.